# Bernières
Pour les articles homonymes, voir Bernières (homonymie).
Bernières est une commune française située dans le département de la Seine-Maritime en région Normandie.

## Géographie

### Localisation
|                        | Saint-Maclou-la-Brière |          |
| Vattetot-sous-Beaumont | Bernières              | Rouville |
|                        | Nointot                |          |

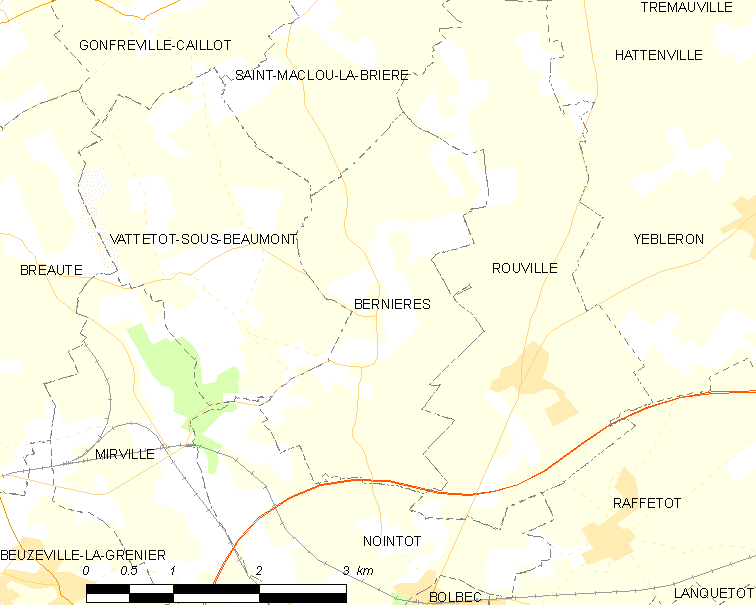
Carte de la commune.
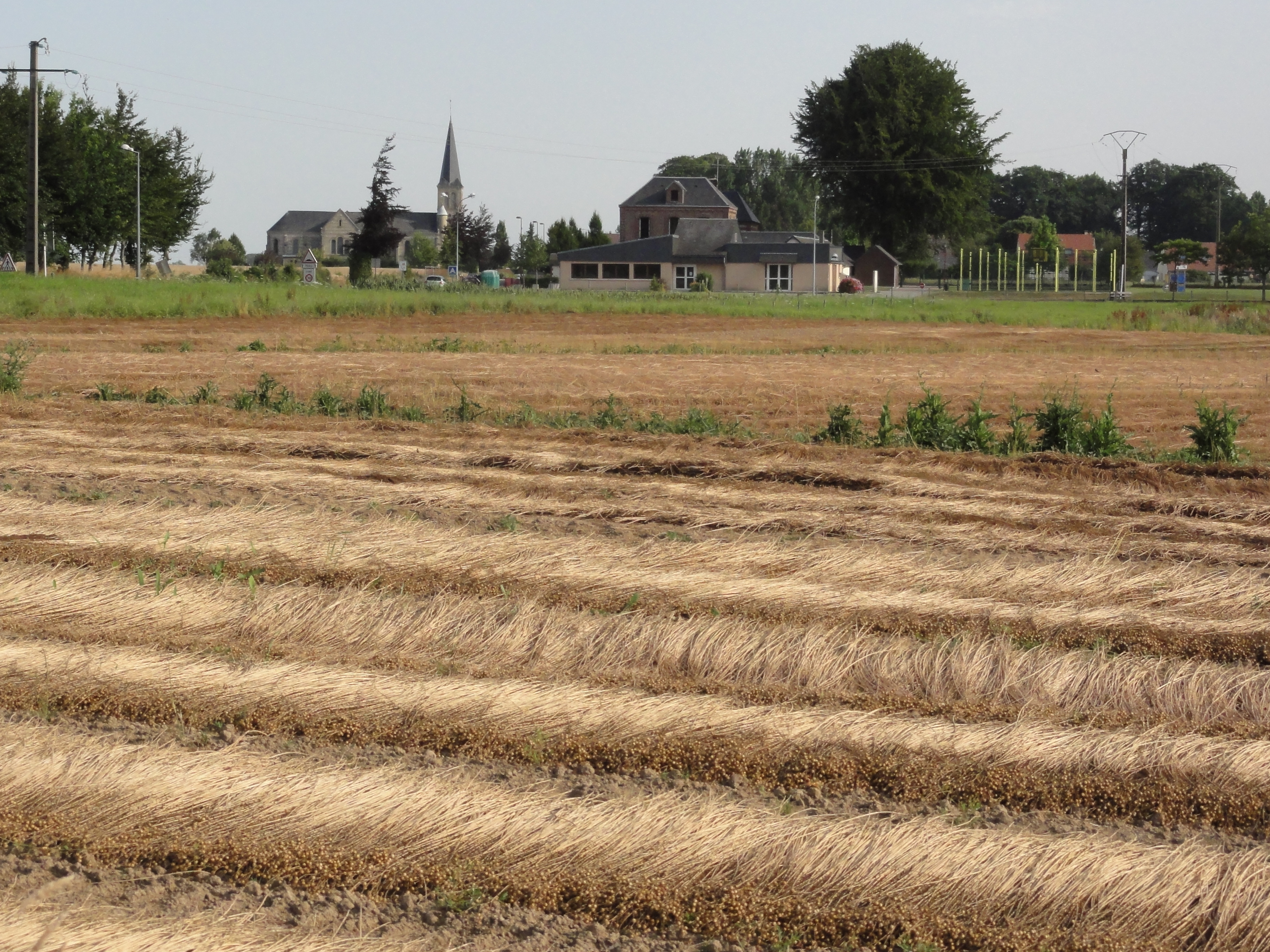
Vue du village.
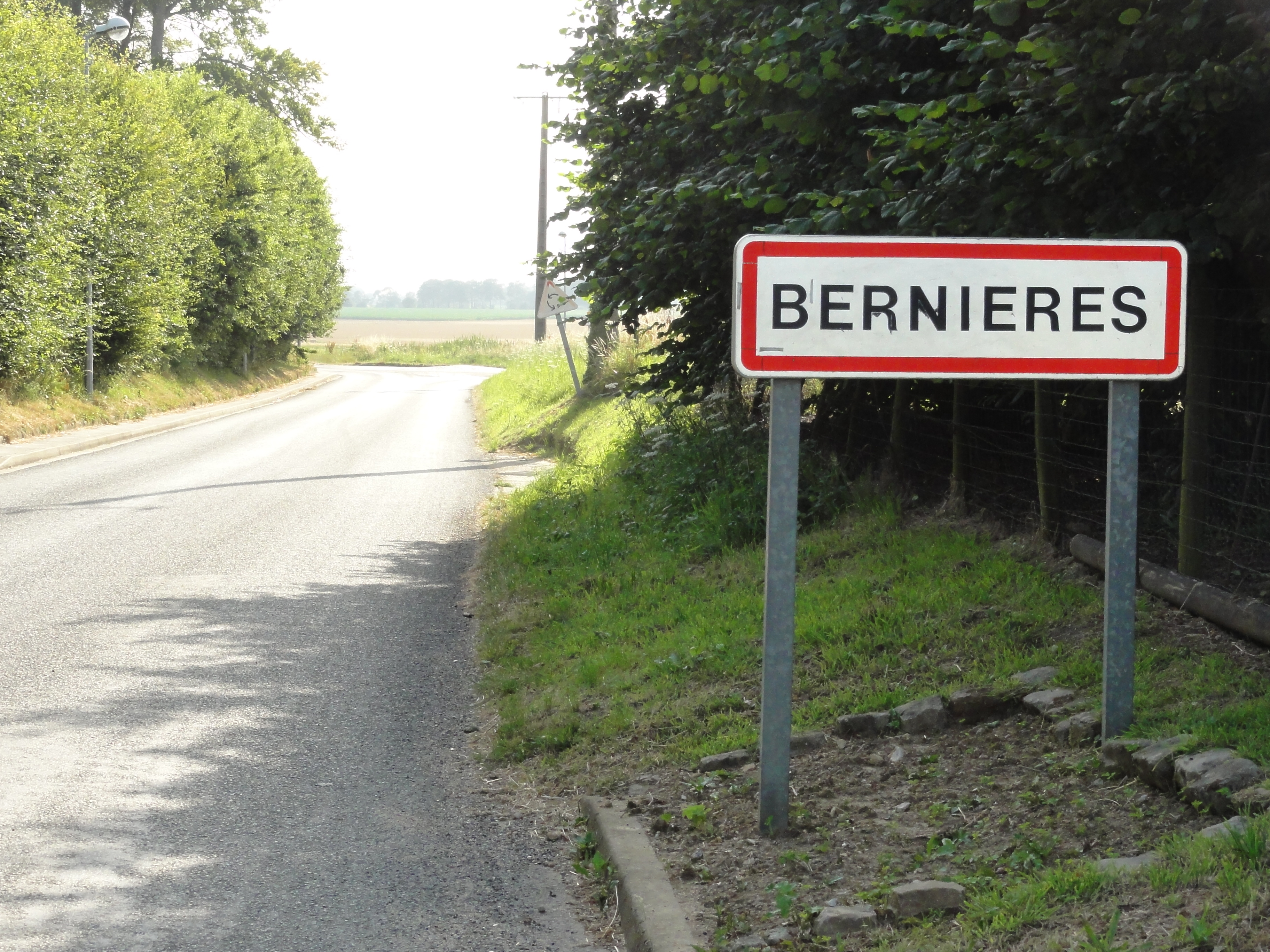
Entrée de Bernières.
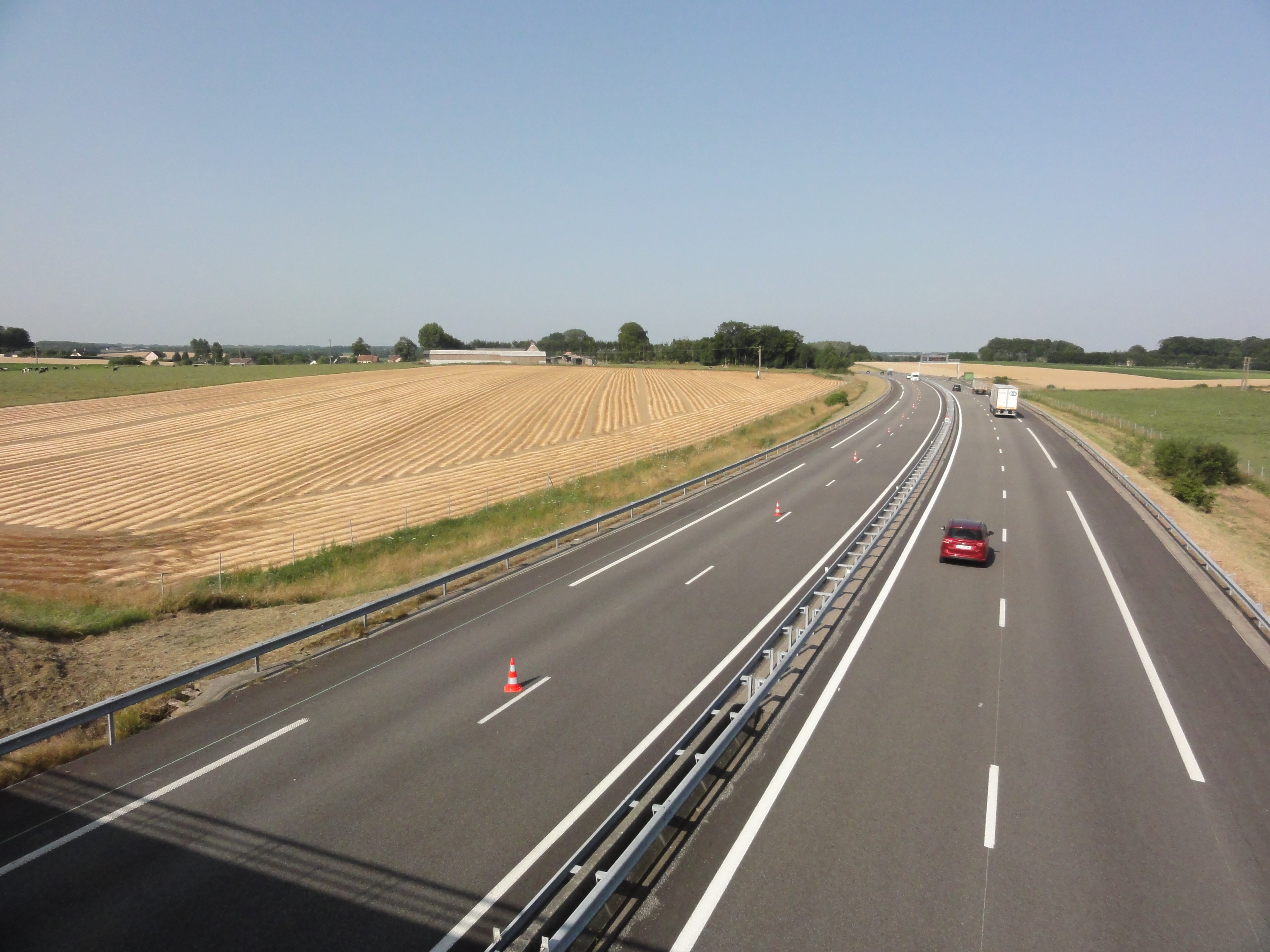
L'autoroute A 29 traverse la commune.

### Hydrographie
La commune est située dans le bassin Seine-Normandie. Elle n'est drainée par aucun cours d'eau,.

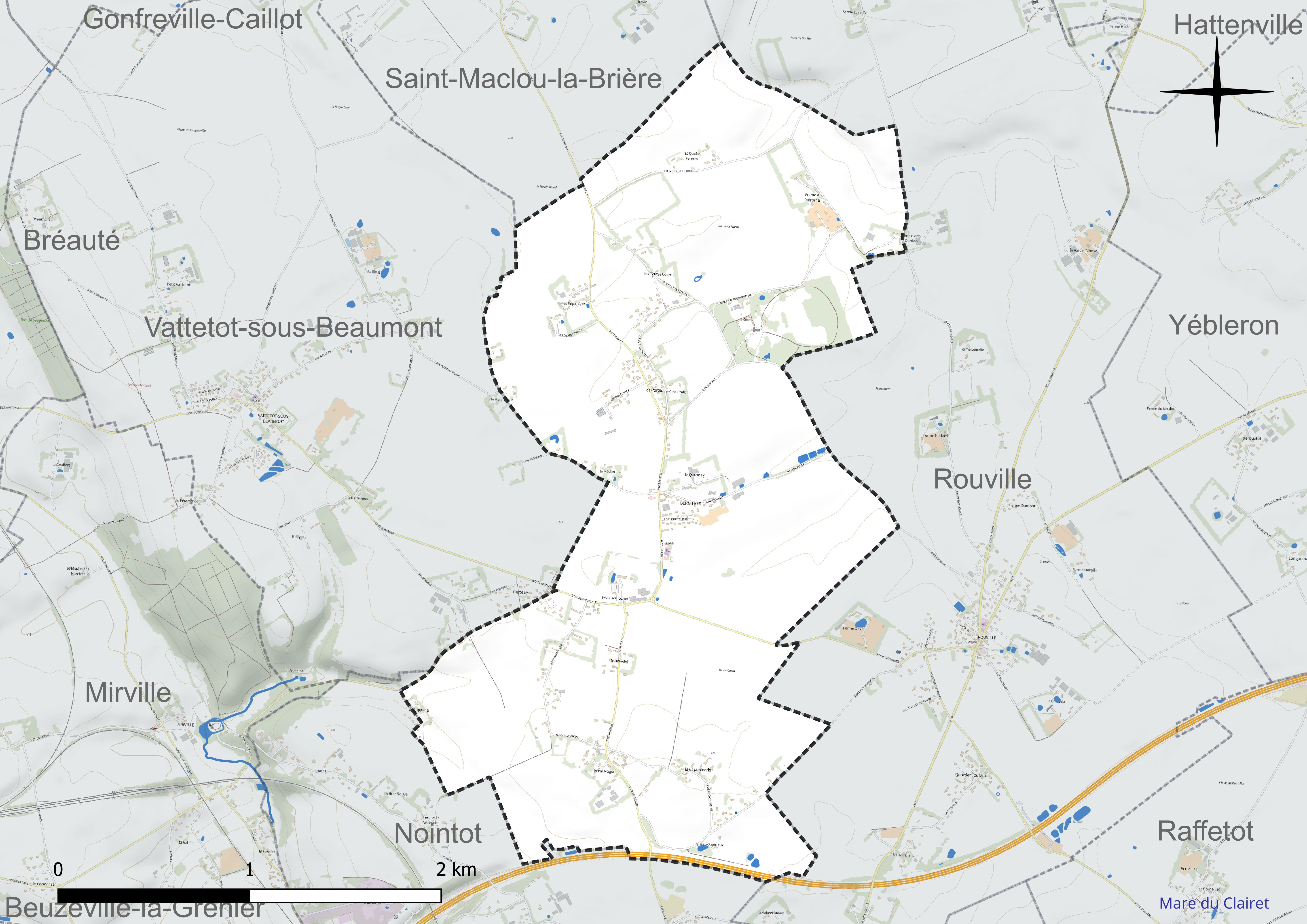
Réseau hydrographique de Bernières.

### Climat
Pour des articles plus généraux, voir Climat de la Normandie et Climat de la Seine-Maritime.
En 2010, le climat de la commune est de type climat océanique franc, selon une étude du CNRS s'appuyant sur une série de données couvrant la période 1971-2000. En 2020, Météo-France publie une typologie des climats de la France métropolitaine dans laquelle la commune est exposée à un climat océanique et est dans la région climatique Côtes de la Manche orientale, caractérisée par un faible ensoleillement (1 550 h/an) ; forte humidité de l’air (plus de 20 h/jour avec humidité relative > 80 % en hiver), vents forts fréquents. Parallèlement le GIEC normand, un groupe régional d’experts sur le climat, différencie quant à lui, dans une étude de 2020, trois grands types de climats pour la région Normandie, nuancés à une échelle plus fine par les facteurs géographiques locaux. La commune est, selon ce zonage, exposée à un « climat maritime », correspondant au Pays de Caux, frais, humide et pluvieux, légèrement plus frais que dans le Cotentin.
Pour la période 1971-2000, la température annuelle moyenne est de 10,3 °C, avec une amplitude thermique annuelle de 13,1 °C. Le cumul annuel moyen de précipitations est de 985 mm, avec 13,6 jours de précipitations en janvier et 8,9 jours en juillet. Pour la période 1991-2020, la température moyenne annuelle observée sur la station météorologique la plus proche, située sur la commune de Petiville à 20 km à vol d'oiseau, est de 12,0 °C et le cumul annuel moyen de précipitations est de 844,9 mm,. Pour l'avenir, les paramètres climatiques de la commune estimés pour 2050 selon différents scénarios d'émission de gaz à effet de serre sont consultables sur un site dédié publié par Météo-France en novembre 2022.

## Urbanisme

### Typologie
Au 1er janvier 2024, Bernières est catégorisée commune rurale à habitat dispersé, selon la nouvelle grille communale de densité à sept niveaux définie par l'Insee en 2022.
Elle est située hors unité urbaine. Par ailleurs la commune fait partie de l'aire d'attraction du Havre, dont elle est une commune de la couronne,. Cette aire, qui regroupe 116 communes, est catégorisée dans les aires de 200 000 à moins de 700 000 habitants,.

### Occupation des sols
L'occupation des sols de la commune, telle qu'elle ressort de la base de données européenne d’occupation biophysique des sols Corine Land Cover (CLC), est marquée par l'importance des territoires agricoles (100 % en 2018), en augmentation par rapport à 1990 (95,8 %). La répartition détaillée en 2018 est la suivante : 
terres arables (77,2 %), zones agricoles hétérogènes (12,9 %), prairies (9,9 %). L'évolution de l’occupation des sols de la commune et de ses infrastructures peut être observée sur les différentes représentations cartographiques du territoire : la carte de Cassini (XVIIIe siècle), la carte d'état-major (1820-1866) et les cartes ou photos aériennes de l'IGN pour la période actuelle (1950 à aujourd'hui).

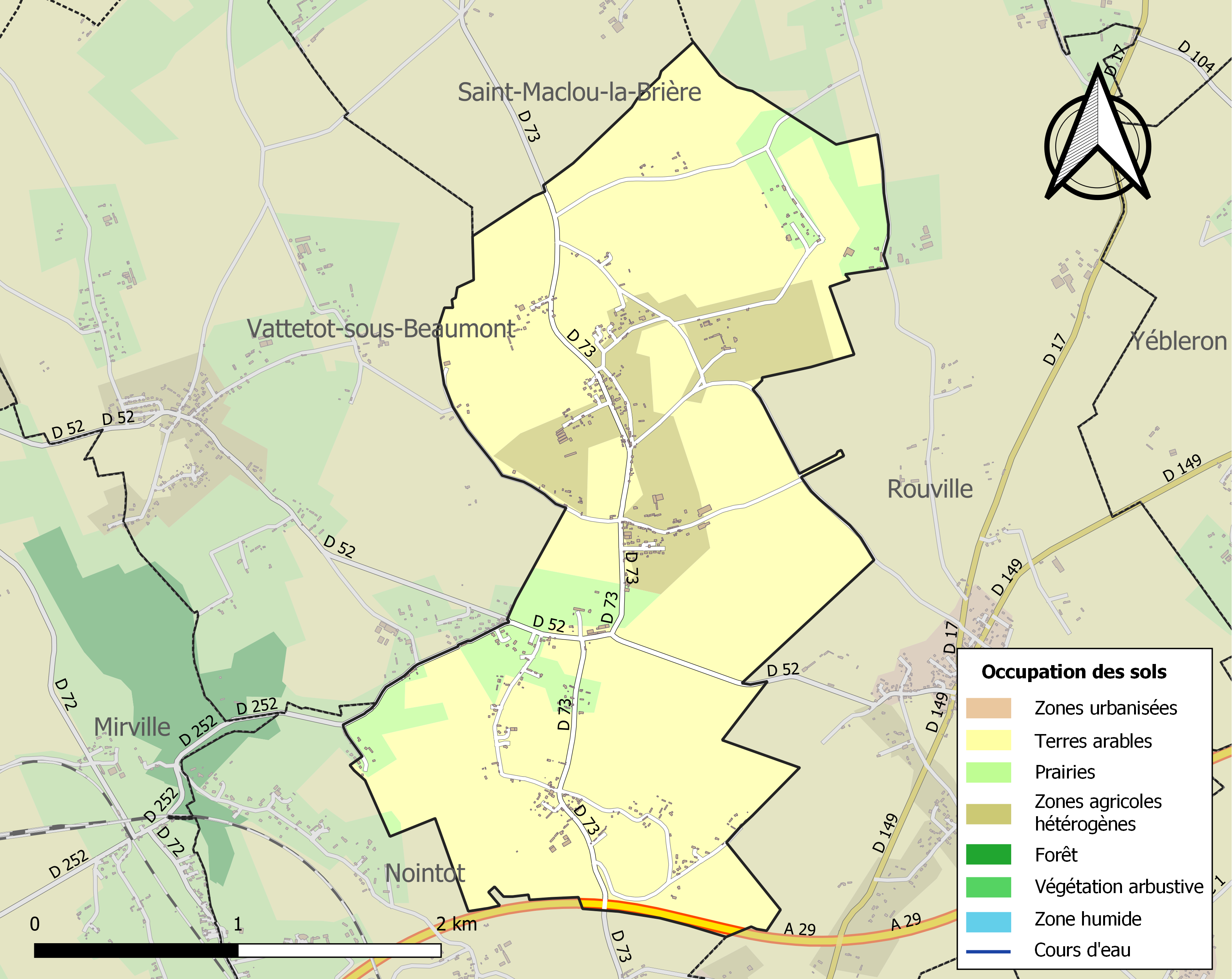
Carte des infrastructures et de l'occupation des sols de la commune en 2018 (CLC).

## Toponymie
Le nom primaire de la localité est attesté sous les formes de Boscmoncel entre 1047 et 1057 (à lire *Bosemoncel), Bosemuncel entre 1140 et 1157, Buesemuncel au XIIe siècle, Beuzemouchel en 1396, Beuzemouchel fut érigé en marquisat sous le nom de Bernières en 1678 (Arch. S.-M. II B 139).
Boso est un nom d'homme germanique fréquemment attesté dans la toponymie de la France du nord (cf. allemand böse). En Normandie, il n'apparait jamais au cas régime sauf dans Bézancourt dit « Beuzancourt », -on > -an étant la marque du cas régime des noms d'origine latine et germanique en -o, exemple : gars / garçon, ancien français ber / baron, Eude / Odon, etc. En Normandie, on trouve des noms du type Beuzeville, alors qu'ailleurs on trouve des formes du type Bouzonville, Bouzanville. De même, les patronymes au cas régime Beuzon, Bozon, Boson sont fréquents en France, mais inexistants à l'origine en Normandie où l'on trouvait exclusivement le patronyme Beux. L'extrême fréquence de l'élément Beuze- dans cette région conduit certains spécialistes à penser qu'il recouvre en réalité le nom de personne scandinave Bosi.

Parenté avec Boisemont (anciennement Beuzemont) commune de l'Eure, par attraction du mot bois.
Mouchel (pluriel mouchiâs) est la forme dialectale de monceau au sens ancien de « colline, petit mont », fréquemment trouvée dans la toponymie normande, cf. les nombreux le Mouchel et le patronyme Dumouchel. Ernest Nègre, spécialiste de la toponymie occitane, a conclu pour expliquer l'évolution moncel > mouchel à l'attraction du mot français mouche. Cette solution est invraisemblable, ce sont les formes en -moncel qui sont francisées. -mouchel est la forme normande : évolution de mon- en mou- comme dans moussieu « monsieur » et chuintement normanno-picard de [s], typique du nord de la ligne Joret, où, de plus, mouche se dit mouque.
Le toponyme Bernières est vraisemblablement en rapport avec l'ancien français berne ou baherne, atelier pour la fabrication du sel par évaporation ».

## Politique et administration
| Période                                  | Période                    | Identité                    | Étiquette | Qualité                        |
| ---------------------------------------- | -------------------------- | --------------------------- | --------- | ------------------------------ |
| Les données manquantes sont à compléter. |                            |                             |           |                                |
| 1859                                     | 1912                       | Henri Le Vaillant du Douët  |           | conseiller général, député     |
| Les données manquantes sont à compléter. |                            |                             |           |                                |
| 1929                                     | 1970                       | Gaston du Douët de Graville |           |                                |
| 1971                                     | 1983                       | Maurice Fleury              |           |                                |
| avant 1995                               |                            | André Avenel                | DVD       |                                |
| Les données manquantes sont à compléter. |                            |                             |           |                                |
| mars 2001                                | En cours (au 11 août 2020) | Xavier Levée                |           | Réélu pour le mandat 2020-2026 |

## Population et société

### Démographie

#### Évolution démographique
L'évolution du nombre d'habitants est connue à travers les recensements de la population effectués dans la commune depuis 1793. Pour les communes de moins de 10 000 habitants, une enquête de recensement portant sur toute la population est réalisée tous les cinq ans, les populations de référence des années intermédiaires étant quant à elles estimées par interpolation ou extrapolation. Pour la commune, le premier recensement exhaustif entrant dans le cadre du nouveau dispositif a été réalisé en 2007.

En 2022, la commune comptait 638 habitants, en évolution de −2,15 % par rapport à 2016 (Seine-Maritime : +0,35 %, France hors Mayotte : +2,11 %).
| 1793 | 1800 | 1806 | 1821 | 1831 | 1836 | 1841 | 1846 | 1851 |
| ---- | ---- | ---- | ---- | ---- | ---- | ---- | ---- | ---- |
| 708  | 730  | 755  | 753  | 701  | 755  | 763  | 770  | 784  |

| 1856 | 1861 | 1866 | 1872 | 1876 | 1881 | 1886 | 1891 | 1896 |
| ---- | ---- | ---- | ---- | ---- | ---- | ---- | ---- | ---- |
| 806  | 823  | 836  | 805  | 777  | 748  | 750  | 761  | 728  |

| 1901 | 1906 | 1911 | 1921 | 1926 | 1931 | 1936 | 1946 | 1954 |
| ---- | ---- | ---- | ---- | ---- | ---- | ---- | ---- | ---- |
| 747  | 758  | 659  | 504  | 556  | 548  | 545  | 507  | 505  |

| 1962 | 1968 | 1975 | 1982 | 1990 | 1999 | 2006 | 2007 | 2012 |
| ---- | ---- | ---- | ---- | ---- | ---- | ---- | ---- | ---- |
| 514  | 471  | 572  | 549  | 578  | 544  | 619  | 630  | 679  |

| 2017 | 2022 | - | - | - | - | - | - | - |
| ---- | ---- | - | - | - | - | - | - | - |
| 641  | 638  | - | - | - | - | - | - | - |

#### Pyramide des âges
En 2018, le taux de personnes d'un âge inférieur à 30 ans s'élève à 36,3 %, soit en dessous de la moyenne départementale (36,5 %). De même, le taux de personnes d'âge supérieur à 60 ans est de 20,9 % la même année, alors qu'il est de 26,0 % au niveau départemental.
En 2018, la commune comptait 302 hommes pour 336 femmes, soit un taux de 52,66 % de femmes, légèrement supérieur au taux départemental (51,90 %).
Les pyramides des âges de la commune et du département s'établissent comme suit.
| Hommes | Classe d’âge | Femmes |
| ------ | ------------ | ------ |
| 1,0    | 90 ou +      | 0,3    |
| 4,0    | 75-89 ans    | 2,7    |
| 18,0   | 60-74 ans    | 16,2   |
| 21,5   | 45-59 ans    | 19,3   |
| 23,4   | 30-44 ans    | 21,5   |
| 12,5   | 15-29 ans    | 11,5   |
| 19,7   | 0-14 ans     | 28,5   |

| Hommes | Classe d’âge | Femmes |
| ------ | ------------ | ------ |
| 0,7    | 90 ou +      | 1,8    |
| 6,7    | 75-89 ans    | 9,6    |
| 16,7   | 60-74 ans    | 18     |
| 19,4   | 45-59 ans    | 19     |
| 18,5   | 30-44 ans    | 17,5   |
| 19,2   | 15-29 ans    | 17,4   |
| 18,9   | 0-14 ans     | 16,7   |

## Enseignement

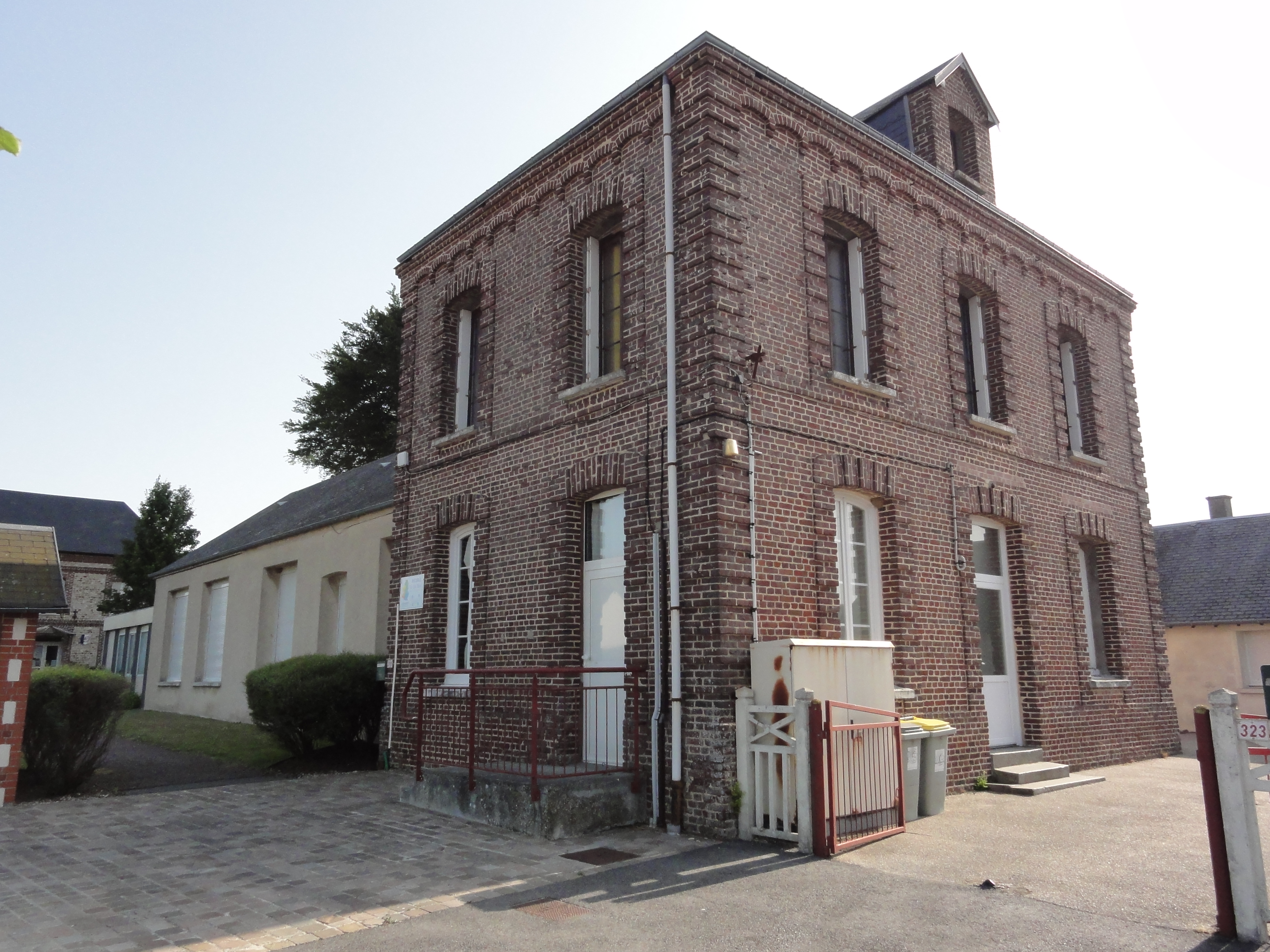
école

## Vie associaitve et esportive

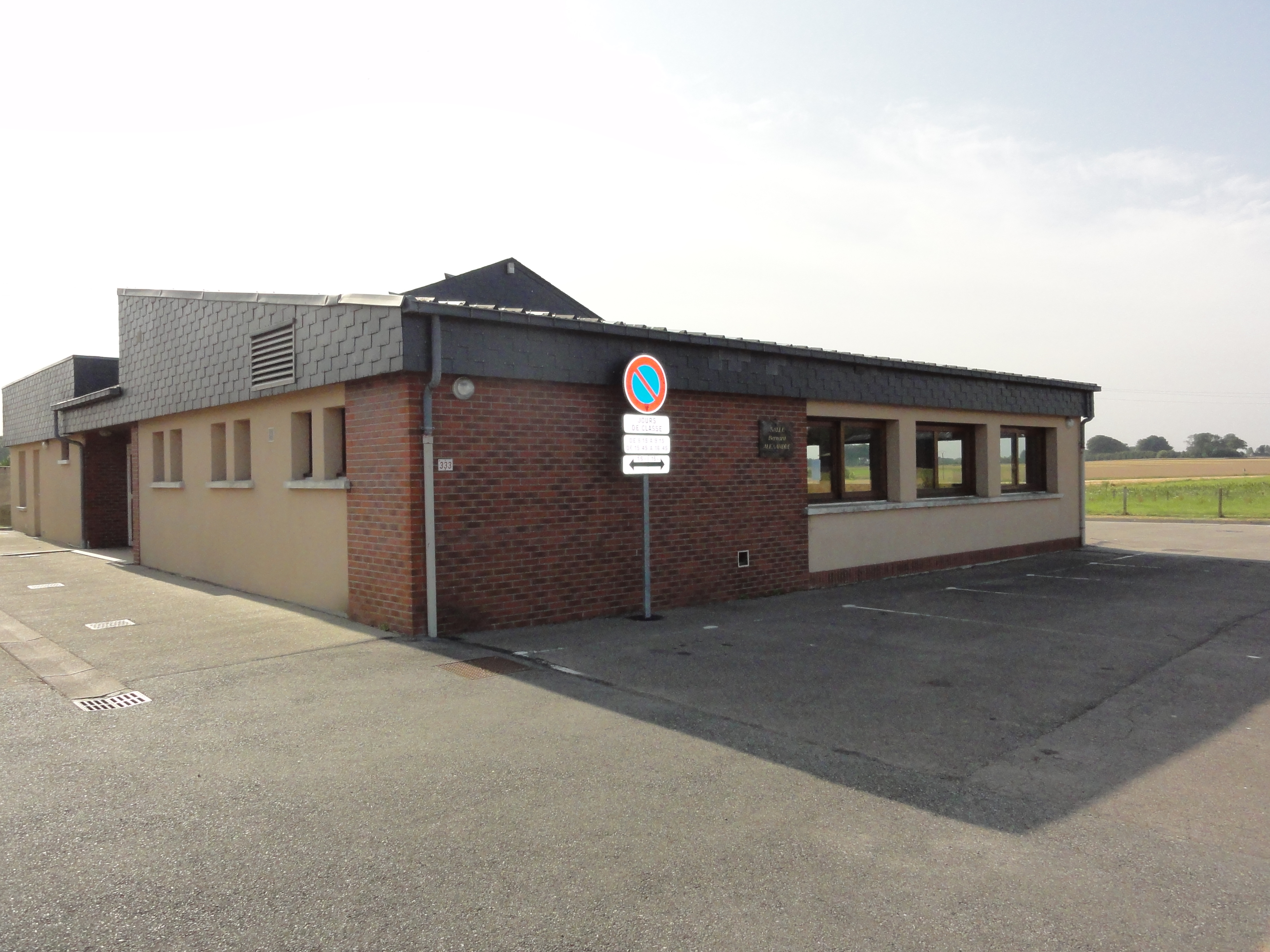
Salle Bernard Alexandre.
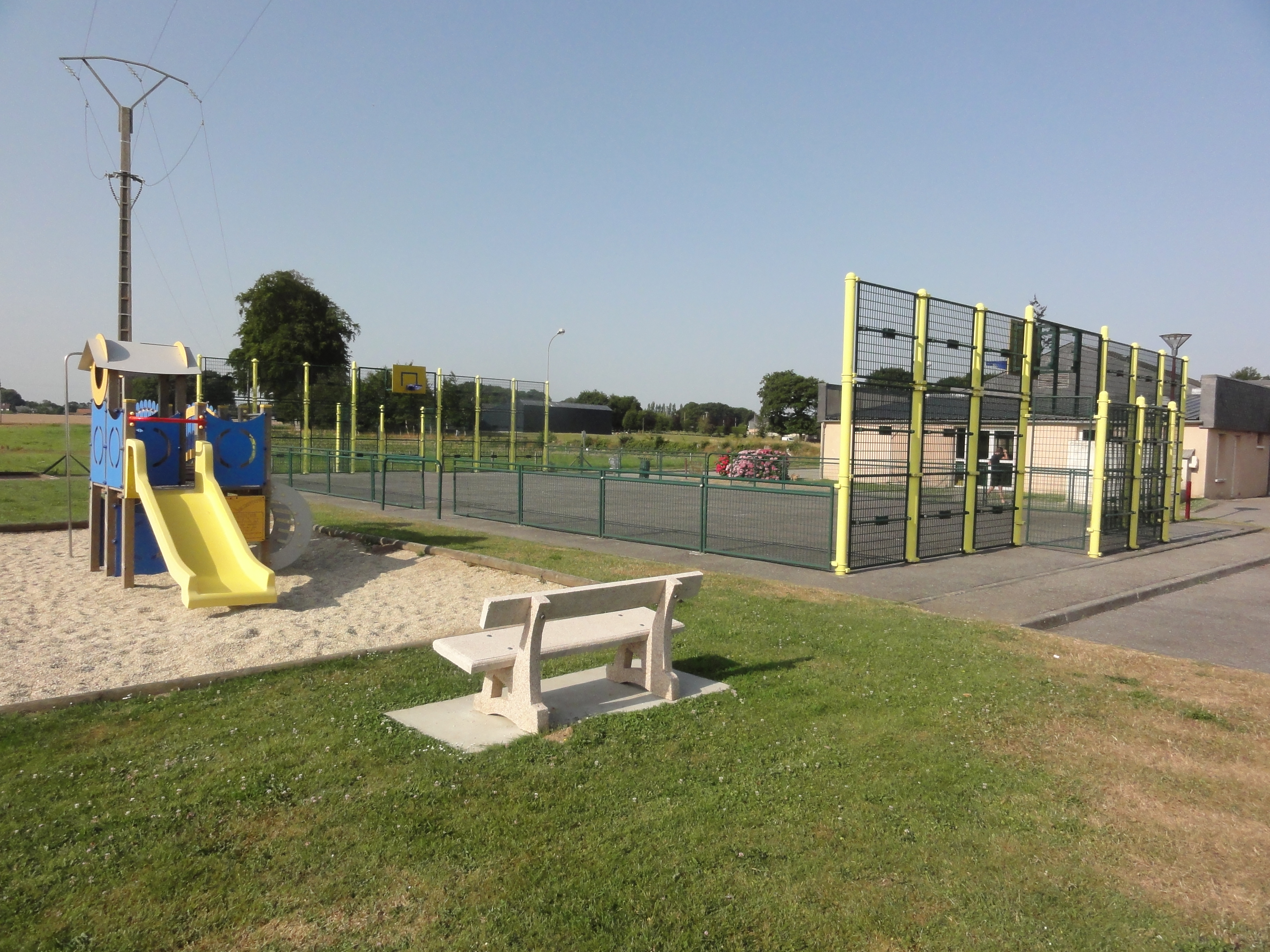
Terrain multisports

## Culture locale et patrimoine

### Lieux et monuments
- L'église Saint-Jean-Baptiste-et-Saint-Quentin[26].
- Le monument aux morts.
- Le manoir du Quesnay[27] a été construit au XVIe siècle, sans doute pour la famille Le Pelletier. C'est une demeure à encorbellement dotée d'une belle architecture à pans de bois et d'un modèle de lucarne du XVe siècle. Les colombes ne sont pas épaulées par des écharpes obliques. Des croix de saint André sont en soutien des fenêtres et les sommiers sont rapprochés pour soutenir l'encorbellement. La toiture, très haute, donne un cachet supplémentaire à cet édifice[28].
- Le manoir des Portes, comportant un logis et une grange dans une cour-masure. Il fait l'objet d'un classement au titre des monuments historiques depuis le 12 novembre 1992[29].
- Le château de Durdan[30] ; rattachée au corps de logis du château, se trouve une chapelle néo-gothique. La nef est composée d'un seul vaisseau en pierre de taille calcaire, avec des travées et des baies brisées, et se termine par un chevet polygonal[31]. Le château a été occupé par la famille Le Vaillant du Douët.

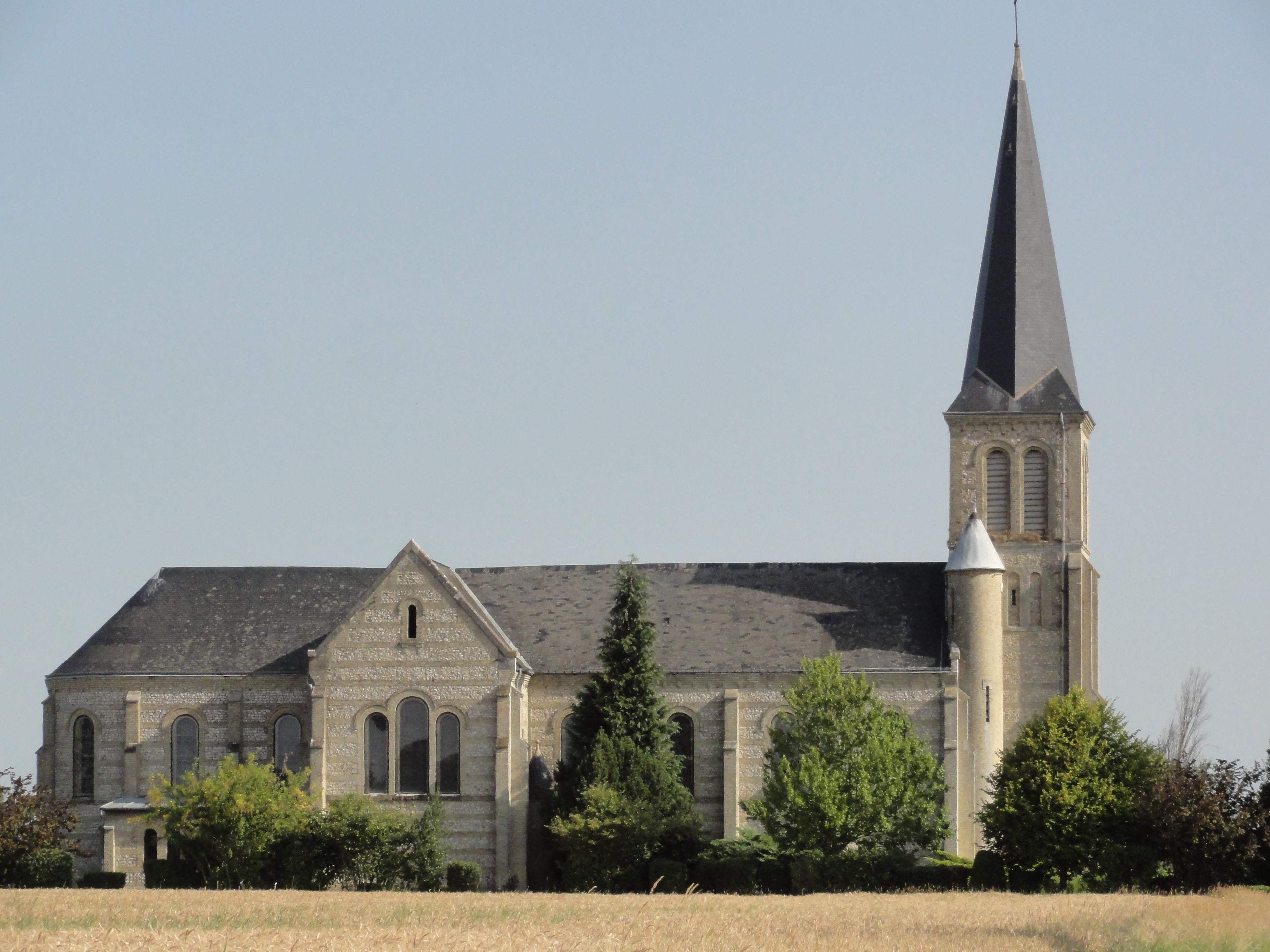
Église Saint-Jean-Baptiste-et-Saint-Quentin.
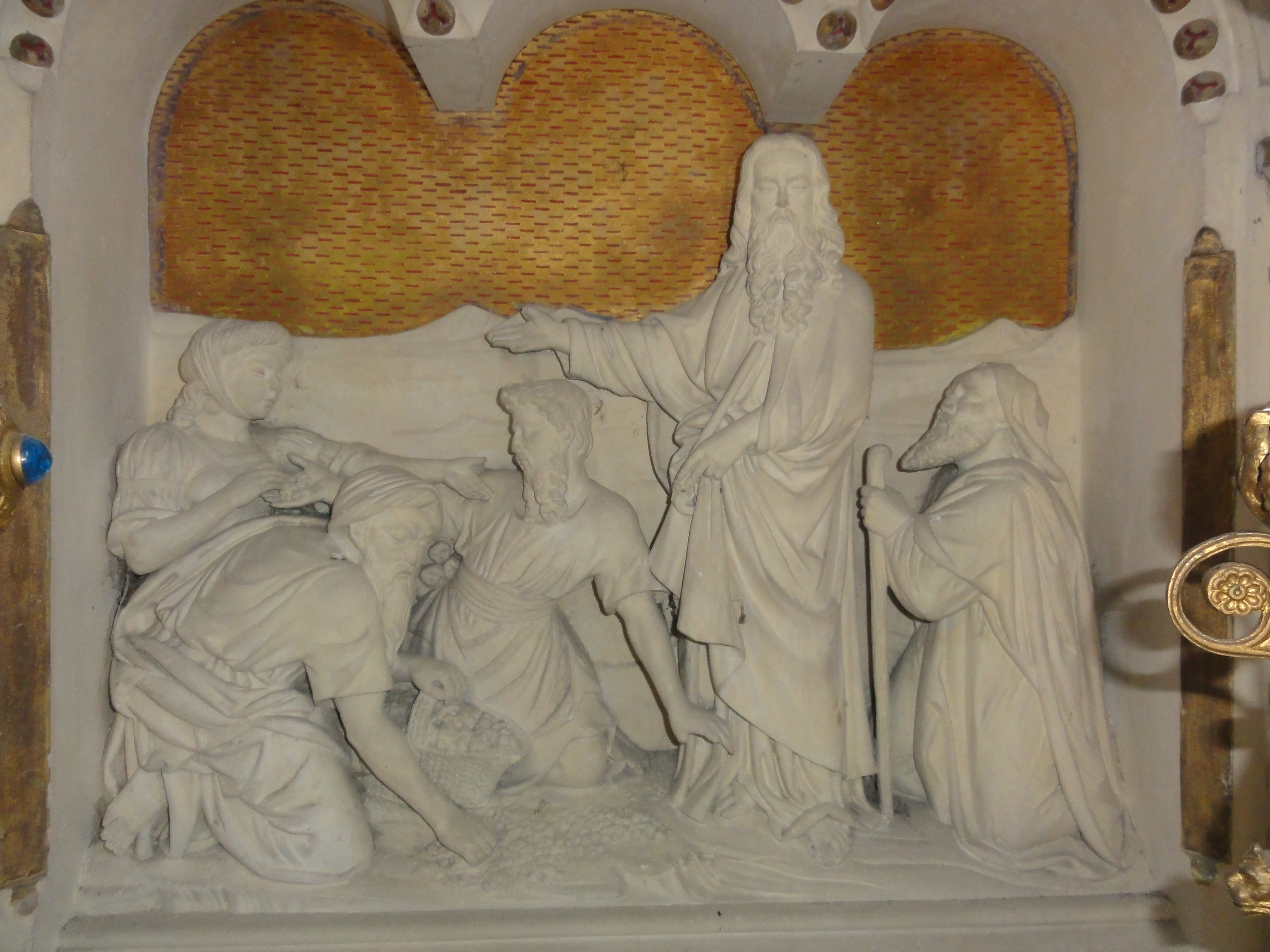
L'église, détail d'autel.
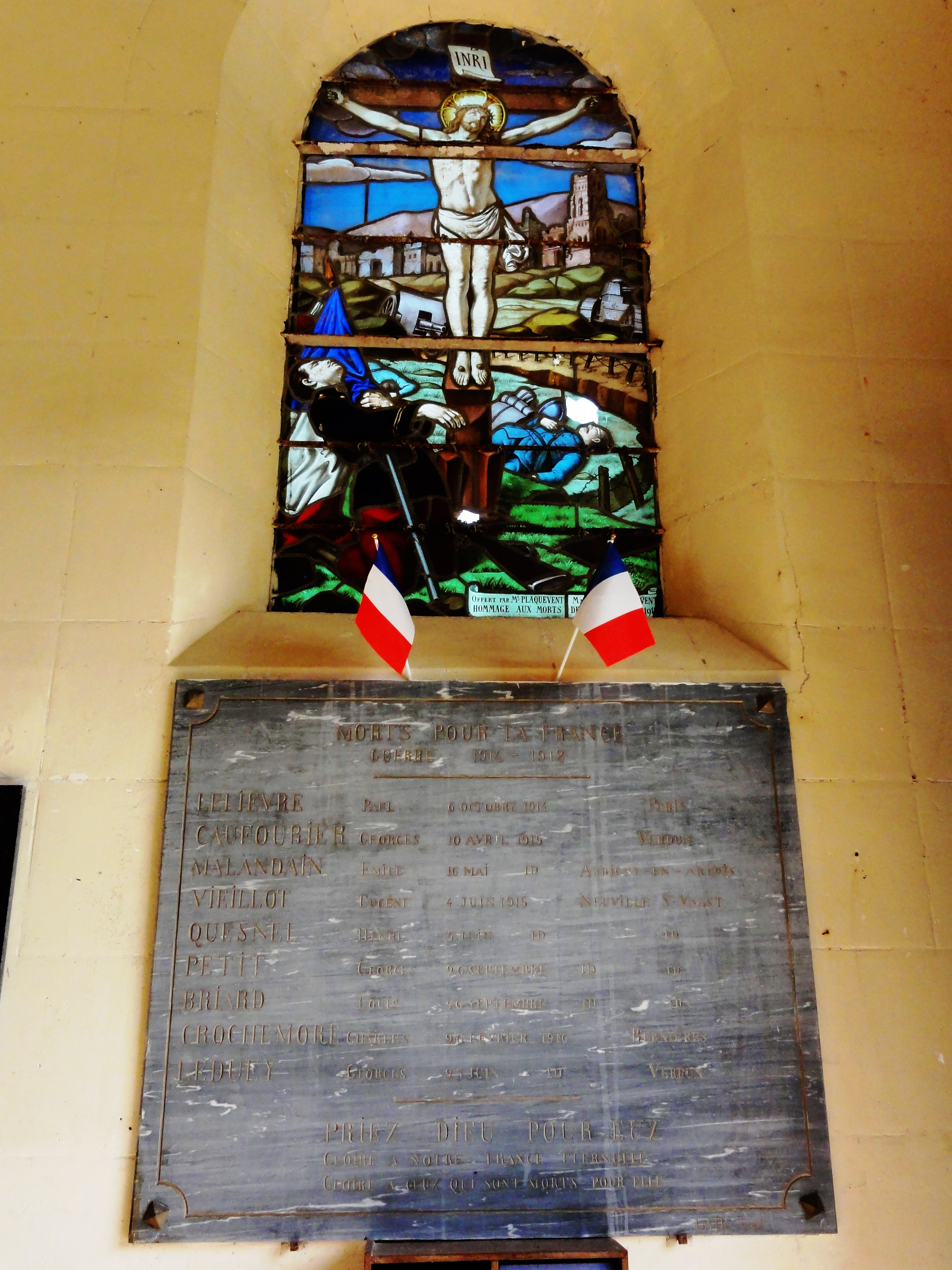
Église, plaque et vitrail commémorant les morts pour la France.
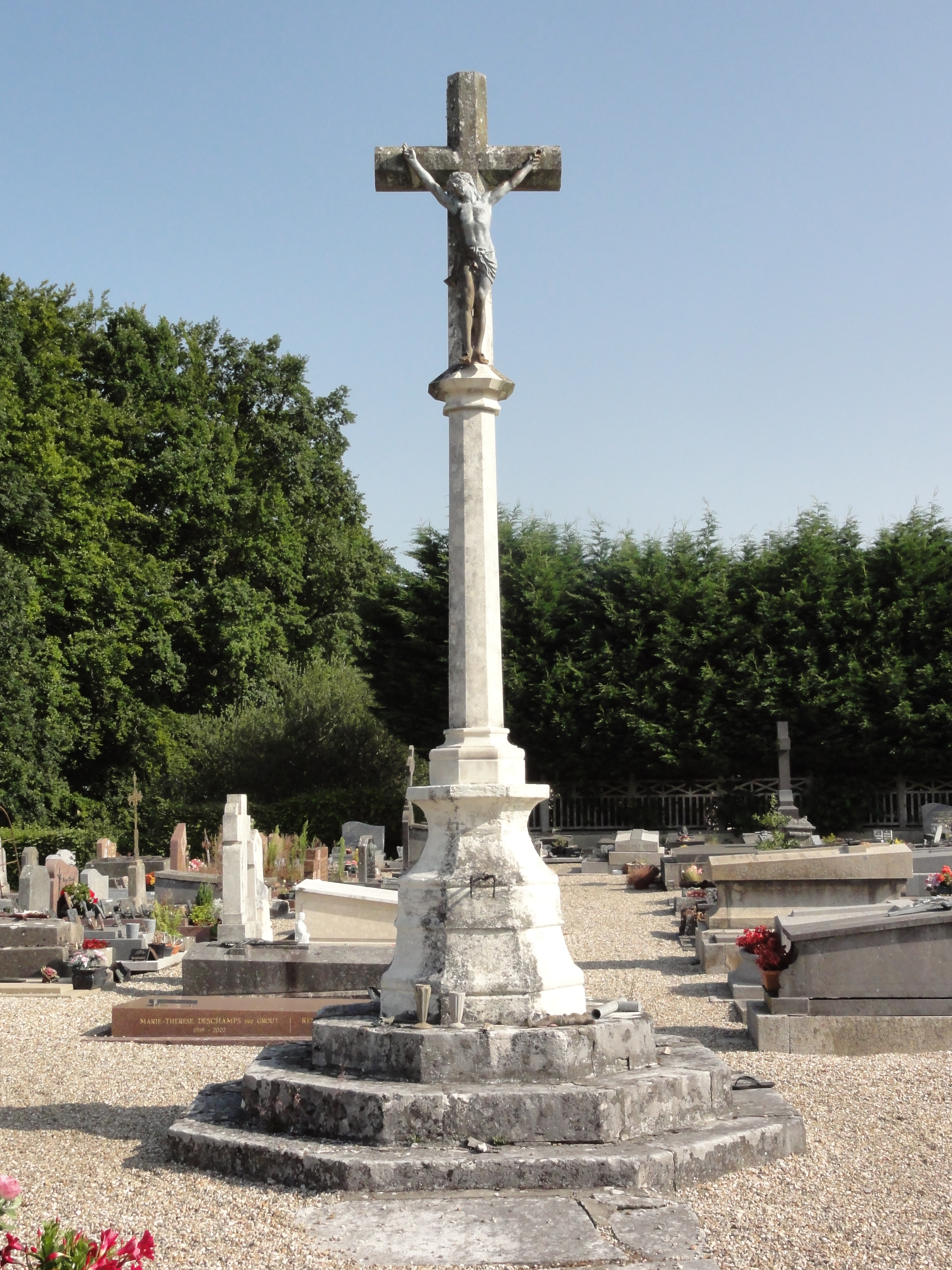
Croix du cimetière.
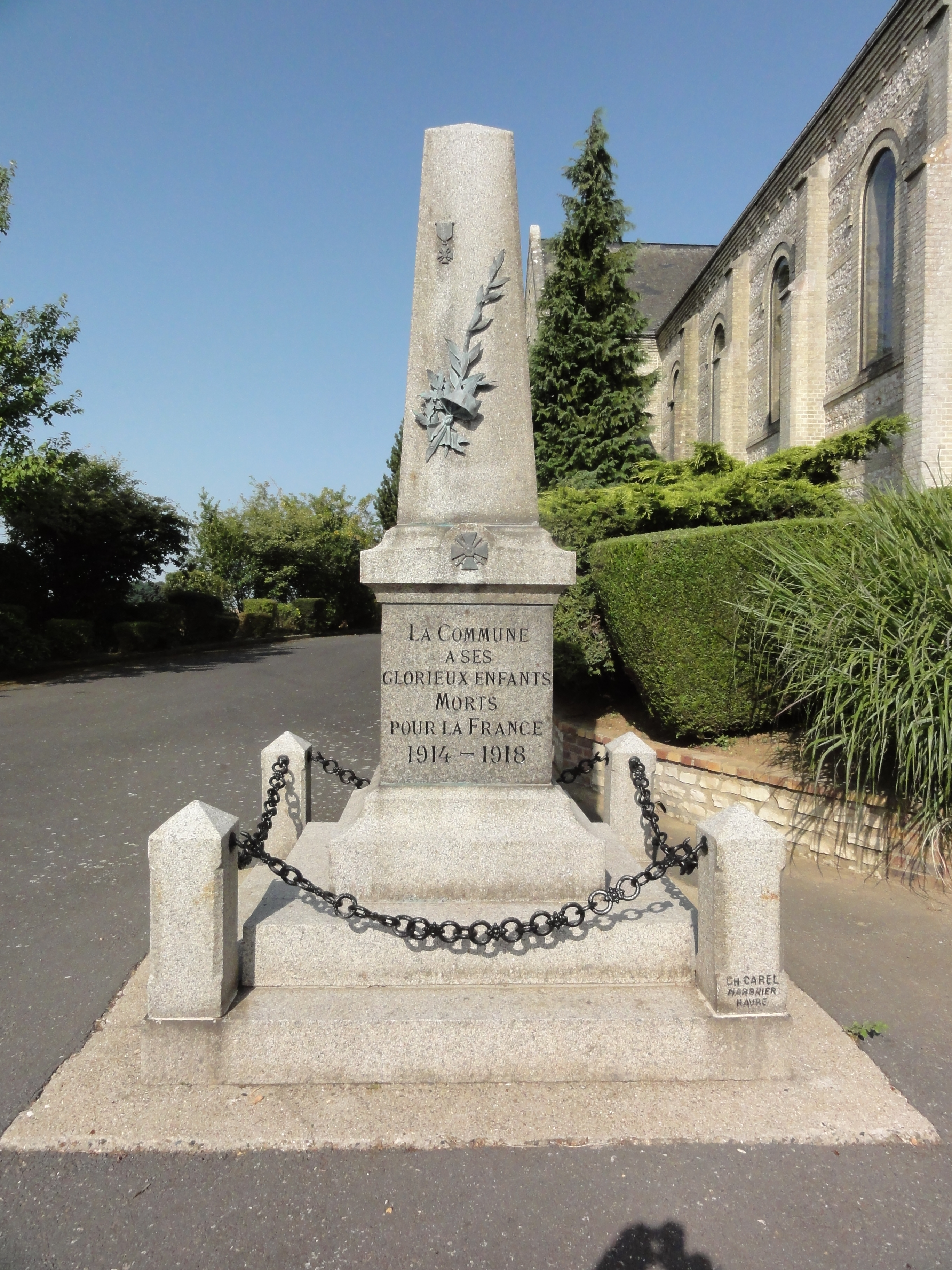
Monument aux morts.

### Personnalités liées à la commune
- Henri Le Vaillant du Douët (1831-1912), maire de 1859 à 1912.
- Gaston Le Vaillant du Douët de Graville (1929-1970), président national du Crédit agricole, président du Conseil économique et social, signataire du traité de Rome.